# Kevin Alejandro
Kevin Michael Alejandro (sinh ngày 7 tháng 4 năm 1976) là một nam diễn viên người Mỹ.

## Danh sách phim

### Điện ảnh
| Năm  | Tên                                               | Vai            | Ghi chú |
| ---- | ------------------------------------------------- | -------------- | ------- |
| 2002 | Purgatory Flats                                   | Owen Mecklin   |         |
| 2003 | Graduation Night                                  |                |         |
| 2008 | Creature of Darkness                              | Emillio        |         |
| 2009 | Wake                                              |                |         |
| 2009 | Crossing Over                                     | Gutierrez      |         |
| 2011 | The Legend of Hell's Gate: An American Conspiracy | August Edwards |         |
| 2011 | Red State                                         | Harry          |         |
| 2011 | Cassadaga                                         | Mike           |         |
| 2013 | Medeas                                            | Noah           |         |

### Truyền hình
| Năm  | Tên phim | Vai diễn | Ghi chú    |
| ---- | -------- | -------- | ---------- |
| 2021 | Arcane   | Jayce    | Lồng tiếng |